# D.A. Got That Dope
David Lewis "DA" Doman (Chicago, 3 augustus 1984), professioneel bekend als DA Got That Dope, is een Amerikaanse producer, songwriter en muziekmanager.
Hij begon zijn carrière halverwege de jaren 2000 en werkte samen met undergroundartiesten uit Chicago, zoals Mikkey Halsted, Kidz in the Hall en Bump J. In 2011, na een paar jaar drumprogrammering te hebben verzorgd voor platenproducent JR Rotem (wat hem een platina plaquette opleverde voor zijn coproductie op JLS 'Everybody in Love') verhuisde hij naar Los Angeles op zoek naar betere kansen.
Sindsdien is hij bekend geworden door het produceren van de nummers "Privacy" voor Chris Brown, "Zeze" voor Kodak Black, "Dip" en "Taste" voor Tyga, "Godzilla" voor Eminem en Juice Wrld, en "Demons" voor Doja Cat.